# حيادية الإنترنت في الولايات المتحدة
كان مبدأ حيادية الإنترنت في الولايات المتحدة الأمريكية، الذي ينص على معاملة مقدمي خدمات الإنترنت جميع البيانات على الإنترنت بنفس الطريقة، دون تمييز، مسألة نزاع بين مستخدمي الشبكة ومقدمي خدمات الوصول منذ التسعينيات. مع مبدأ حيادية الإنترنت، لا يجوز لمقدمي خدمات الإنترنت تعمد إعاقة أو إبطاء أو تقاضي مبالغ من المال مقابل محتوى محدد على الإنترنت. دون حيادية الإنترنت، يجوز لمقدمي خدمات الإنترنت إعطاء الأولوية لأنواع معينة من حركة مرور البيانات، أو تقادم أنواع أخرى، أو احتمالية منع حركة المرور من خدمات معينة، مع تقاضي رسوم على المستهلكين حسب مستويات مختلفة من الخدمة.
من المسائل الأساسية المتعلقة بحيادية الإنترنت كيفية تصنيف مقدمي خدمات الإنترنت في إطار قانون الاتصالات لعام 1934 بصيغته المعدلة بقانون الاتصالات لعام 1996، إما حسب البند الأول «خدمات المعلومات» أو البند الثاني «خدمات الناقل المشترك». يؤثر التصنيف على سلطة لجنة الاتصالات الفيدرالية على مزودي خدمات الإنترنت؛ ستتمتع لجنة الاتصالات الفيدرالية بقدرة كبيرة على تنظيم مزودي خدمة الإنترنت إذا تم تصنيفهم ضمن بند خدمات الناقل المشترك، ولكن لن يكون لها سيطرة كبيرة عليهم إذا تم تصنيفهم حسب البند الأول. لأن قانون الاتصالات لم يعدل من قبل كونغرس الولايات المتحدة ليأخذ في الحسبان مزودي خدمات الإنترنت، فإن لجنة الاتصالات الفيدرالية لديها سلطة تحديد كيفية تصنيف مزودي خدمة الإنترنت، وهو ما أكدته المحكمة العليا في قضية اتحاد الكابل والاتصالات الوطني ضد مقدم خدمة الإنترنت براند إكس (2005)، بالإضافة إلى ما تضعه من لوائح على الناقلات المشتركة. يتغير تشكيل لجنة الاتصالات الفدرالية المؤلفة من 5 أعضاء مع كل إدارة جديدة، بالتالي فإن موقف لجنة الاتصالات الفدرالية والقواعد المتعلقة بحيادية الإنترنت تغيرت أيضًا عدة مرات.
في أوائل العقد الأول من القرن الحادي والعشرين، تبنت لجنة الاتصالات الفيدرالية موقفًا مفاده أن مقدمي خدمات الإنترنت يصنفون ضمن البند الأول من خدمات المعلومات، واقترحت مبادئ حيادية الإنترنت من خلال فرض قرار الإنترنت المفتوح الصادر عن لجنة الاتصالات الفيدرالية لعام 2010. حكمت المحاكم في قضية كومكاست ضد لجنة الاتصالات الفيدرالية (2010) وفيريزون ضد لجنة الاتصالات الفيدرالية (2014) بأن لجنة الاتصالات الفيدرالية لا تملك السلطة لفرض مبادئ حيادية الإنترنت هذه على الهيئات المدرجة ضمن البند الأول من خدمات المعلومات. فتحت رئاسة توم ويلر للجنة الاتصالات الفيدرالية، صوتت اللجنة لصالح فرض الإنترنت المفتوح لعام 2015، مصنفة مزودي خدمة الإنترنت ضمن البند الثاني من النواقل المشتركة وخضوعها لمبادئ حيادية الإنترنت، واستئنف القرار بعد طعن قانوني طرحه مزودو خدمة الإنترنت في قضية لجنة الاتصالات الأمريكية ضد لجنة الاتصالات الفيدرالية (2016).
مع إدارة ترامب الجديدة في عام 2017، سعى رئيس لجنة الاتصالات الفدرالية الجديد أجيت باي إلى إبطال قرار الإنترنت المفتوح لعام 2015. حصدت فترة تعليق لعامة الشعب على القواعد الجديدة أكثر من 21 مليون تعليق، وجد أن أكثر من 18 مليونًا منها تعليقات احتيالية. صوتت لجنة الاتصالات الفيدرالية لصالح تلك القرارات في ديسمبر 2017، مرجعة مقدمي خدمات الإنترنت إلى كونهم ضمن خدمات المعلومات حسب البند الأول. أيدت المحاكم معظم تلك القرارات الجديدة في قضية مزيلا ضد لجنة لجنة الاتصالات الفيدرالية (2019)، إلا أنها حددت أن القرار لا يتيح فسحة مناسبة للتشريع على مستوى الولايات، مثل قانون حماية المستهلك عبر الإنترنت في كاليفورنيا لعام 2018.
كجزء من أمر تنفيذي صدر في يوليو 2021، دعا الرئيس جو بايدن لجنة الاتصالات الفدرالية إلى إبطال بعض التغييرات التي طرأت خلال فترة إدارة ترامب.

## التاريخ التنظيمي

### قديمًا 1980 – أوائل القرن الحالي
تعود الأفكار التي تقوم عليها حيادية الإنترنت إلى أصول قديمة في ممارسة وتنظيم الاتصالات. تعتبر خدمات مثل البرقيات وشبكة الهاتف (المعروفة رسميًا باسم شبكة الهاتف العامة) نواقل مشتركة بموجب القانون الأمريكي منذ قانون مان - إلكنز لعام 1910، ما يعني أنها كانت شبيهة بالمرافق العامة، ويحظر عليها صراحة منح معاملة تفضيلية. أنشأ قانون الاتصالات لعام 1934 لجنة الاتصالات الاتحادية العمل في هذا المجال وضمان عدالة التسعير والوصول إلى الخدمة. تغطي بنود مختلفة من القانون مختلف طرق الاتصال، لكن التركيز الأساسي على مناقشة حيادية الإنترنت انصب على البندين الأول والثاني. يميز القانون بين النواقل المشتركة، التي يغطيها الباب الثاني من القانون، وسائر نظم الاتصالات السلكية واللاسلكية في ذلك الوقت، التي يغطيها الباب الأول على نطاق واسع. في إطار الباب الثاني، تعين على لجنة الاتصالات الفيدرالية تنظيم النواقل المشتركة، مثل شبكات الهاتف، لضمان معدلات تسعير معقولة وممارسات غير تمييزية. ما الأنظمة الواردة تحت الباب الأول، تركت بدون تنظيم من قبل لجنة الاتصالات الفيدرالية.
في أواخر الثمانينيات، أصبح الإنترنت متاحًا قانونيًا للاستخدام التجاري، وفي السنوات الأولى من الاستخدام العام للإنترنت، كان هذا هو الاستخدام الرئيسي للإنترنت، إذ كان الوصول إليه محدودًا باستخدام أجهزة الاتصال الهاتفي (ديال أب، كما كان عليه الحال في نظام لوحة البيانات السابق). كان ينظر إلى الإنترنت على أنه خدمة تجارية أكثر من كونه نظامًا محليًا واجتماعيًا. إلا أنه في أواخر تسعينيات القرن العشرين وأوائل العقد الأول من القرن الحادي والعشرين، بدأت شبكة الإنترنت تصبح شائعة بين الأسر والمجتمع على النطاق الأوسع. في الثمانينيات أيضًا، أثيرت حجج بشأن متطلبات المصلحة العامة في مجال الاتصالات السلكية واللاسلكية في الولايات المتحدة؛ وما إذا كان من الأفضل أن ينظر إلى الشركات العاملة في مجال البث الإذاعي على أنها من أمناء المجتمع المحلي، مع التزامات تجاه المجتمع والمستهلكين، أو مجرد أطراف مشاركة في السوق تقع على عاتقها التزامات تجاه مساهميها فقط. إن النقاش القانوني حول تنظيمات حيادية الإنترنت في العقد الأول من القرن الحادي والعشرين يعكس هذا الجدل.

بحلول تسعينيات القرن الماضي، بدأ بعض السياسيين الأمريكيين بالتعبير عن قلقهم بشأن حماية الإنترنت:
كيف يمكن للحكومة ضمان أن شبكة الإنترنت حديثة التكوين ستسمح لكل فرد بالقدرة على التنافس مع أي فرد آخر من أجل إتاحة الفرصة لتقديم أي خدمة لكل العملاء الراغبين؟ ثم كيف يمكننا ضمان وصول هذه السوق الجديدة إلى الشعب بأكمله؟ من ثم كيف لنا ضمان تلبية هذا الوعد الهائل المتمثل في التعليم، والنمو الاقتصادي، وخلق فرص العمل؟    _ آل جور 1994
عدل قانون الاتصالات لعام 1934 بقانون الاتصالات السلكية واللاسلكية لعام 1996، الذي عرّف، إلى جانب أحكام أخرى، «خدمات المعلومات»، بكونها متمثلة في «توفير القدرة على توليد المعلومات عن طريق الاتصالات السلكية واللاسلكية أو الحصول عليها أو تخزينها أو تحويلها أو معالجتها أو استردادها أو استخدامها أو تقديمها»، ولم يغطيها إلا البند الأول الذي لا تغطية لجنة الاتصالات الفيدرالية.